# Murs de Durrington
Els Murs de Durrington (Durrintong Walls en anglés) és un jaciment d'un gran assentament neolític i posterior recinte henge situat en el jaciment de Stonehenge, Patrimoni de la Humanitat d'Anglaterra. Es troba a 3,2 quilòmetres al nord-est de Stonehenge, a la parròquia de Durrington, al nord d'Amesbury, a Wiltshire. El henge és el segon recinte amb palissada del Neolític tardà més gran conegut del Regne Unit, després de Hindwell de Gal·les.
Entre 2004 i 2006, les excavacions al jaciment, fetes per un equip de la Universitat de Sheffield hi descobriren set cases. Sembla que l'assentament tenia al principi unes 1.000 cases i unes 4.000 persones, si es va fer servir tota l'àrea tancada. Estigué poblat durant uns 500 anys, començant entre c. 2800 i 2100 abans de la nostra era.
Podria ser la ciutat més gran del nord d'Europa durant un breu període. Entre el 2010 i 2014, més excavacions van revelar un henge de 500 metres de diàmetre construït en gran part amb pals de fusta. Sembla ser un monument complementari de Stonehenge.
El 2020, un estudi geofísic hi va descobrir una sèrie de pous, alguns embornals naturals i uns altres aparentment modificats per a contenir fustes, sembla que dins un cercle o circuit d'1,9 km de 10 metres de pous de l'edat neolítica. Si aquesta interpretació és correcta, aquest seria el monument prehistòric més gran de Gran Bretanya.

## Etimologia
El nom prové de la parròquia civil on és el jaciment: Durrington, que significa 'la granja de la gent dels cérvols' («faedor»: cérvol, «ing»: poble / tribu, "tun": granja / assentament). El prefix "Dur" es troba comunament en aquesta part d'Anglaterra; la tribu celta dels va habitar aquesta zona abans de ser derrotats pels romans a mitjan segle I ae. Dorchester es coneixia originàriament com Durnovaria, i en aquesta regió es troben ciutats més petites amb noms relacionats (p. ex., Durweston) i ubicacions (p. ex., Durborough Farm).

## Context
El que queda visiblement de Durrington Walls hui són els murs del monument henge: les restes erosionades del pendent interior del banc i el pendent exterior de la rasa interna. És com una cresta que envolta una conca central. Al costat est, la rasa i el banc separats són molt més perceptibles, tot i que molt erosionats. Al principi la rasa tenia uns 5,5 m de profunditat, 7 m d'ample en la part inferior i 18 metres d'ample a la part superior. El banc tenia en algunes àrees 30 m d'ample. Hi havia dues entrades pel banc i la rasa, als extrems nord-oest i sud-est. També pot haver-hi hagut una entrada al sud i al nord-est, tot i que haguessen pogut estar bloquejades deliberadament.
El henge tancava cercles de fusta i recintes més menuts, no tots excavats. S'han trobat diferents pisos de cases neolítiques al costat i sota la riba est del henge. La seua densitat suggereix que hi havia un poble molt gran a la riba inclinada del riu d'aquest costat.
El henge es construí en un terreny elevat que s'inclina cap al sud-est envers una corba del riu Avon (Hampshire) i, per tant, és considerablement més alt pel costat nord-oest. L'entrada sud-est s'estén uns 60 metres de la riba del riu.
Hi ha dues carreteres que travessen el henge: un antic camí de peatge i una carretera peraltada moderna construïda el 1967. En el passat, hi havia casernes militars a la banda nord-est del henge, i unes cases a la riba occidental. El terreny de la part oest del camí de peatge és propietat de National Trust i de la seua propietat Stonehenge Landscape.

## Història
Encara que hi ha evidència d'alguna activitat neolítica primerenca al jaciment, la majoria de les estructures semblen haver estat construïdes al final del Neolític o principis de l'edat del bronze. Al c. 2600 abans de la nostra era es va construir un gran cercle de fusta, que hui es coneix com el Cercle del Sud. El cercle s'orienta cap a la sortida del sol en el solstici d'hivern. Els seus quatre grans cercles concèntrics d'orificis per a pals haurien contingut bigues en peus molt grossos.
Es va construir una avinguda pavimentada en una alineació lleument diferent, cap a la posta del sol a l'estiu, i conduïa a l'Avon. Aquesta característica és semblant a l'avinguda Stonehenge. Un gran pal de fusta jeia en aquesta orientació, tan lluny del cercle com la Heel Stone ho és en Stonehenge.

Segurament després que es construïren el cercle i l'avinguda, degué créixer un poble al voltant del lloc. Les excavacions han revelat set pisos de cases neolítiques al costat est del banc. Alguns eren sota el banc Henge, la qual cosa suggereix que l'assentament fou el primer. La densitat d'algunes de les cases suggereix que hi ha molts més pisos de cases sota el camp a l'est del henge, a les ribes de l'Avon. Una de les cases mostrava evidència d'una paret de cob i tenia un disseny molt semblant a una casa d'Skara Brae d'Orkney (Òrcades). Les altres cases semblen haver tingut parets de tova. Sembla que el poble continuà creixent cap al nord.

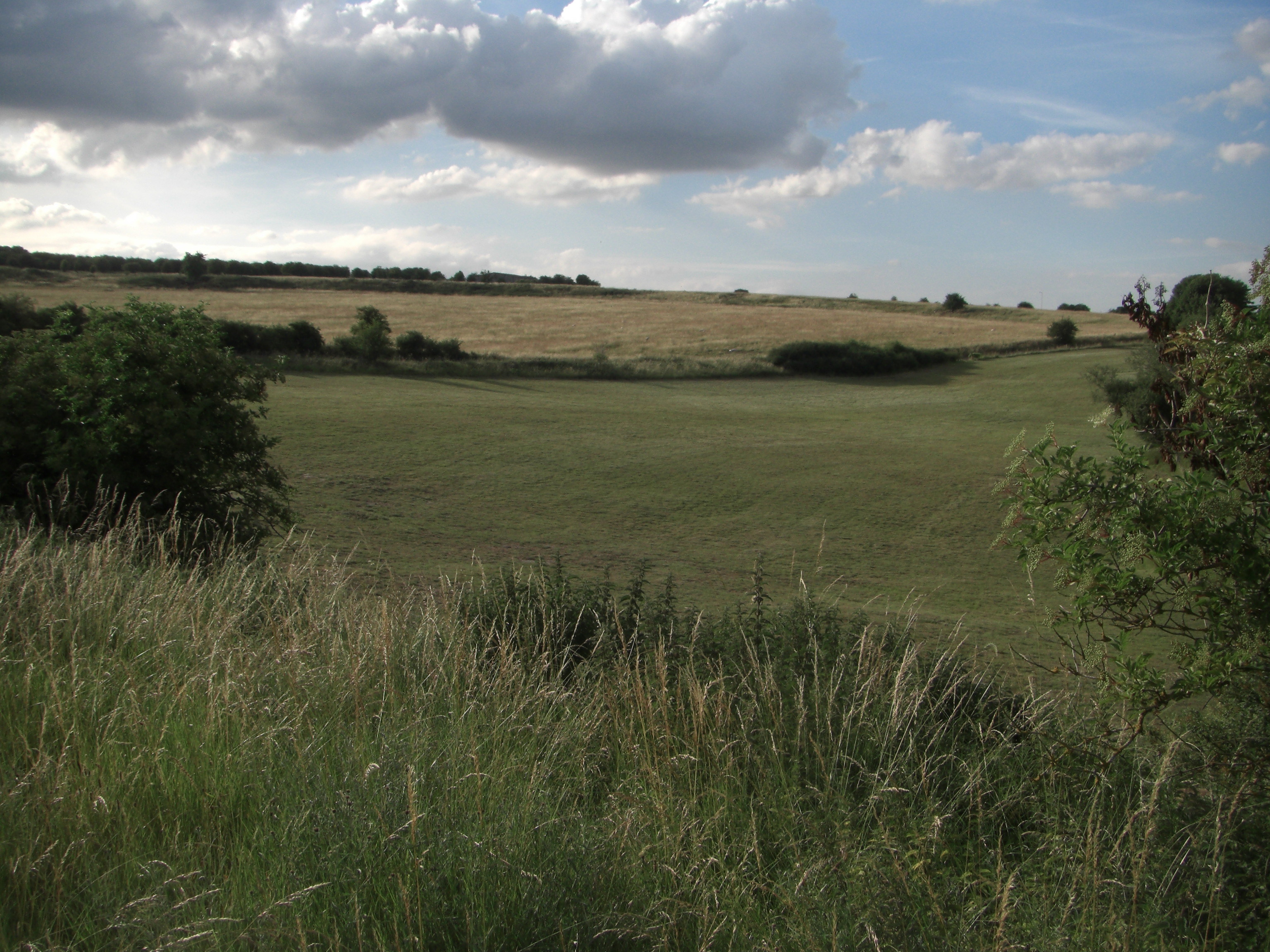
Els Murs de Durrington, des del sud del monument. Està travessat ací a l'esquerra per un dels dos camins que ara creuen el jaciment

És probable que el poble envoltàs una àrea gran, circular i oberta que contenia el Cercle Sud i més recintes més menuts. Un estudi geofísic de l'àrea a 200 m a l'oest del Cercle Sud mostrava "un grup d'almenys sis estructures anulars ... al voltant d'una terrassa amb vista al cercle de fusta i l'entrada est". Una excavació tragué a la llum dues cases situades dins d'estacades de fusta i recintes amb fossats, que podrien haver tingut ocupants d'elit o haver estat santuaris.

Julian Thomas assenyala que:
«En general, l'evidència de les estructures internes dels Murs de Durrington no mostra pas que fos un "lloc de culte", perquè no hi ha tal cosa. Simplement hi ha llocs on hi ha hagut rituals, i a Durrington una varietat d'actes de diferents graus de ritualització, des de ritus formals fins a pràctiques habituals, s'entreteixiren en una història complicada, marcant moments de crisi, transformació i rutina diària».

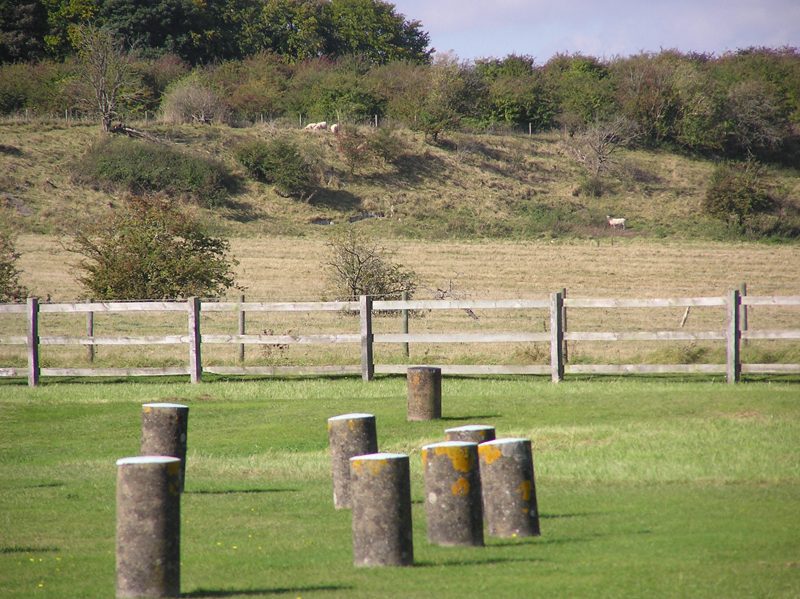
Murs de Durrington, vists des de Woodhenge

Potser 200 anys després de la construcció del cercle, s'hi afegiren dos anells concèntrics més i es feu el henge. Es va cavar una rasa d'uns 5,5 m de profunditat, i la terra s'emprà per a crear un gran banc exterior d'uns 30 m d'ample i uns metres d'alt. Es van construir parts del poble, cases i pous de fem. Els càlculs del nombre de persones necessàries per a crear el henge varien de 4.000 a 6.000. En un moment semblant, es creà al sud un altre gran cercle de fusta i un henge a Woodhenge.
No se sap quan s'abandonà el poble. Fou reocupat durant l'edat del ferro, quan es va establir un poble i camp de conreu dins del henge. També s'excavà una gran rasa de drenatge sobre l'entrada nord-est.
Richard Colt Hoare va assenyalar els Murs de Durrington al 1810 i s'adonà que segles d'agricultura havien deixat «la forma molt mutilada». Geoffrey Wainwright va excavar la carretera moderna al 1966. Va descobrir el cercle de fusta del sud dels murs de Durrington i un de més petit una mica al nord.
Del 2003 ençà, el Projecte Stonehenge Riverside, dirigit per Mike Parker Pearson, ha dut a terme excavacions anuals als Murs de Durrington, al poblat neolític i l'avinguda al riu.
Les dates de radiocarboni del 2600 ae són més o menys contemporànies de la primera fase de pedra de Stonehenge. És probable que els constructors del monument de pedra visquessen ací. Parker Pearson creu que els Murs de Durrington era una estructura complementària de Stonehenge, com ho demostren les alineacions semblants dels solsticis. Creu que el cercle de fusta dels Murs de Durrington representava la vida i la terra dels vius, mentre que Stonehenge i els voltants, envoltats de túmuls, representaven la terra dels morts. Els dos estaven connectats pel riu Avon i les seues avingudes. Una processó cerimonial de l'un a l'altre figurava la transició de la vida a la mort.
Geoff Wainwright i Timothy Darvill, però, han qüestionat les suposicions de Pearson. Creuen que Stonehenge era un monument a la curació i que les connexions entre els dos monuments eren poc probables.
S'ha interpretat que els ossos de porc dels Murs de Durrington provenen de molts llocs diferents de Gran Bretanya. Però altres interpretacions de la mateixa evidència sostenen que els animals provenien d'una àrea molt més limitada.
El 2015, el Projecte de Paisatges Ocults de Stonehenge afirmava que un estudi geofísic havia mostrat evidència d'un altre monument que constava de fins a 90 pedres dempeus soterrades davall els Murs de Durrington. Al 2016, una excavació d'un projecte conjunt, dirigida per Parker Pearson i membres del Projecte de Paisatges Ocults de Stonehenge, demostrà que no hi ha pedres alçades soterrades als Murs de Durrington.
En canvi, els resultats d'un georadar havien revelat un cercle d'enormes forats per a pals, no pedres soterrades, davall el banc del henge que després es va omplir amb deixalles de guix. Un arqueòleg del National Trust, el Dr. Nicola Snashall, afirmà que tan aviat com els constructors de Stonehenge abandonaren el poble, es va construir un gran monument de fusta i, més tard, "per alguna estranya raó, van traure les bigues i van col·locar l'enorme banc i rasa que veiem hui".
El 2020, uns investigadors de les universitats de St Andrews, Birmingham, Warwick, Bradford, Glasgow i la de Gal·les Trinity Saint David anunciaven el descobriment de 20 pous al jaciment i deien que havien trobat el monument prehistòric més gran de Gran Bretanya. Es va interpretar que dos grups de pous, inclosos almenys set que semblen naturals, pertanyien a un cercle de 1,9 km de diàmetre o circuit de grans "eixos", que envolta els Murs de Durrington, que daten del Neolític i es calcula que tenen 4.500 anys. Alguns pous tenen més de 10 m de diàmetre i 5 m de profunditat. Hi havien fet un estudi geofísic. La lenta acumulació de sediments dins d'alguns pous suggereix que es deixaren oberts.
Una altra recerca realitzada per un equip dirigit per Vincent Gaffney el 2021 deduí que els pous eren artificials. Les proves de luminescència estimulades òpticament demostraren que el sòl dels pous no havia estat exposat a plena llum des del 2400 ae, i que havien estat en ús des del Neolític tardà fins a l'edat del bronze mitjà. Gaffney va descriure els pous com «l'estructura prehistòrica més gran trobada a Gran Bretanya».